# Volodymyr Zolkin
Volodymyr Zolkin (ukrajinsky Володимир Золкін; * 8. září 1981, Kyjev, Ukrajinská SSR) je ukrajinský youtuber a aktivista žijící v Kyjevě. Na veřejné scéně se objevil v roce 2022 po ruské invazi na Ukrajinu. Na svůj YouTube kanál začal od 18. března 2022 zveřejňovat rozhovory s válečnými zajatci.
„Nejprve bledé, a evidentně nervózní zajatce požádám, aby potvrdili svůj souhlas s rozhovorem a jeho vysíláním. Poté je požádám, aby popsali své vojenské zázemí a události, které vedly k jejich dopadení, spolu se svými myšlenkami ohledně války. Vězně po ukončení rozhovoru požádám, aby zavolali domů své rodině a přátelům. Účelem je, aby si matky zajatých vojáků poslechly svědectví svých synů o válce“, řekl Zolkin.
Nezávisle také telefonuje Rusům se zprávami o jejich příbuzných nasazených v armádě na Ukrajině a snaží se je naučit čelit dezinformacím o válce ze strany Ruska. Má přístup ke kontaktním údajům rodin díky službě „Look for Your Own“, která umožňuje Rusům zanechat své osobní údaje a údaje o zmizelých vojácích, kteří jsou hledáni. Zolkin spojuje požadavky, fotografie a videa z první linie.
Jeho videa jsou široce zmiňována a chválena napříč západními médii, ačkoli právníci naznačují, že ukazováním válečných zajatců na internetu Zolkin porušuje Třetí Ženevskou úmluvu. On to však vyvrací.